# Miles T. Granger

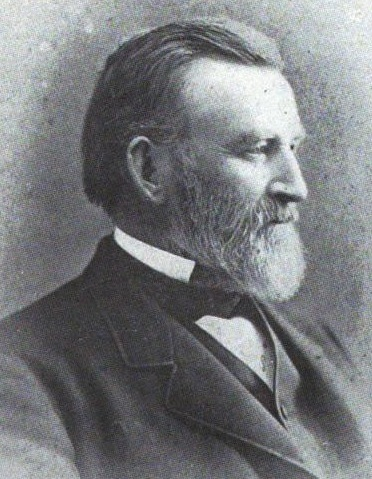
Miles T. Granger

Miles Tobey Granger (* 12. August 1817 in New Marlborough, Berkshire County, Massachusetts; † 21. Oktober 1895 in North Canaan, Connecticut) war ein US-amerikanischer Politiker. Zwischen 1887 und 1889 vertrat er den Bundesstaat Connecticut im US-Repräsentantenhaus.

## Werdegang
Bereits im Jahr 1819 kam Miles Granger mit seinen Eltern nach Canaan in Connecticut. Dort besuchte er die öffentlichen Schulen; danach studierte er bis 1842 an der Wesleyan University in Middletown. 1843 zog er für zwei Jahre nach Louisiana. Nach einem Jurastudium und seiner im Jahr 1845 im Staat Mississippi erfolgten Zulassung als Rechtsanwalt begann er in Canaan zu praktizieren. Den Anwaltsberuf übte er dort zwischen 1847 und 1867 aus.
Politisch war Granger Mitglied der Demokratischen Partei. Im Jahr 1857 war er Abgeordneter im Repräsentantenhaus von Connecticut; zwischen 1866 und 1867 saß er im Staatssenat. Neben seiner Anwaltstätigkeit war Miles Granger von 1849 bis 1867 Richter an einem Nachlassgericht. Zwischen 1867 und 1876 fungierte er als Richter am Superior Court seines Staates. Danach war er von 1876 bis 1887 Richter am Obersten Gerichtshof von Connecticut.
1886 wurde Granger im vierten Wahlbezirk von Connecticut in das US-Repräsentantenhaus in Washington, D.C. gewählt. Dort trat er am 4. März 1887 die Nachfolge von Edward Woodruff Seymour an. Da er im Jahr 1888 auf eine erneute Kandidatur verzichtete, konnte er bis zum 3. März 1889 nur eine Legislaturperiode im Kongress absolvieren. Nach seiner Zeit im US-Repräsentantenhaus wurde Miles Granger im Jahr 1893 staatlicher Gutachter (State Referee). Dieses Amt bekleidete er bis zu seinem Tod im Jahr 1895 in North Canaan.